# WeSAY
WeSAY（ウィーセイ）は、ハースト婦人画報社によるセクシュアルウェルネスに関するプロジェクトである。同社が運営する複数のメディアが取材を重ねて得たセクシュアルウェルネス（性の健康）に関する情報を一元化すると共に、オリジナルコンテンツを配信している。
プロジェクト名には、「We = わたしたち」「SAY = 性、言う、生きる」というメッセージが込められている。

## 概要
2022年7月26日に始動した公式プロジェクトサイトでは、ハースト婦人画報社が運営するメディアの他、海外版エディターやスタッフからの寄稿やインタビューを通じて日本のみならず海外のセクシュアルウェルネスの今についても掲載している。また、モデルの森星がナビゲーターとなり、毎回異なるテーマで専門家と対談を行うといった連載企画も展開。大須賀穣（東京大学大学院 医学系研究科 産婦人科学講座 教授）をはじめ、各分野の専門家監修のもと情報を発信している。

## 媒体
プロジェクトサイト
ソーシャルイシューやフェムテック、更年期など性に関する記事を幅広く掲載している。
Twitter, Instagram, Youtube, TikTokなど各SNS
プロジェクトサイトに掲載した記事をそれぞれの媒体でも発信している。